# Semeltinden
De Semeltinden is een berg behorende bij de gemeente Lom in de provincie Oppland in Noorwegen. De berg, gelegen in Nationaal park Jotunheimen, heeft een hoogte van 2236 meter.
De Semeltinden is onderdeel van het gebergte Jotunheimen.